# Tremolor
Les tremolors són moviments oscil·lants, regulars i rítmics, sovint involuntaris d'una o diverses parts del cos.
La tremolor és provocada per diferents mecanismes:
- Contracció alternant de grups musculars agonistes i antagonistes (com és el cas de la tremolor parkinsoniana).
- Contracció simultània de músculs agonistes i antagonistes (com és el cas de la tremolor essencial).

## Tipus

### Tremolor de repòs
Típic de la malaltia de Parkinson; de baixa freqüència però de mitjana amplitud.

### Tremolor d'intenció
Es dona en casos de patologia cerebel·losa.

### Tremolor postural o d'actitud
Pot ser:
- Fisiològica: en resposta al fred (termogènesi), o causats per la fatiga, etc.
- Endocrina: com la tremolor hipotiroïdal.
- Tremolor essencial, de causa desconeguda i generalment benigna.
  - Esporàdica
    - Benigna: millora amb la medicació.
    - Severa: malgrat la medicació incapacita durant un curt període.

  - Familiar o mal de família: engloba un 35-50% de totes les tremolors essencials i el seu patró és autosòmic dominant.